# Renault Ares (Traktor)
Renault Ares war eine Traktor-Baureihe des Herstellers Renault Agriculture, der ehemaligen Traktorensparte von Renault, die von 1996 bis 2003 produziert und von Claas, der Renault Agriculture übernahm, unter dem Namen Claas Ares weitergeführt wurde.

## Varianten
Renault Ares wurde in folgenden Modellen gebaut:
| Serie            | Modell           | Motor              | Motorleistung in kW (PS) | Hubraum in Kubikzentimeter | Sonstiges                                    | Bauzeit   |
| ---------------- | ---------------- | ------------------ | ------------------------ | -------------------------- | -------------------------------------------- | --------- |
| Renault Ares 500 | Renault Ares 540 | Vierzylindermotor  | 63 (85)                  | 4.530                      | Turbolader, 16- oder 32-Gang-Getriebe        | 1997–2001 |
| Renault Ares 500 | Renault Ares 550 | Vierzylindermotor  | 70 (95)                  | 4.530                      | Turbolader, 16- oder 32-Gang-Getriebe        | 1997–2001 |
| Renault Ares 500 | Renault Ares 546 | Vierzylindermotor  | 66 (90)                  | 4.530                      | Turbolader, 32-Gang-Getriebe                 | 2002–2003 |
| Renault Ares 500 | Renault Ares 556 | Vierzylindermotor  | 74 (100)                 | 4.530                      | Turbolader, 32-Gang-Getriebe                 | 2002–2003 |
| Renault Ares 500 | Renault Ares 566 | Vierzylindermotor  | 81 (110)                 | 4.530                      | Turbolader, 32-Gang-Getriebe                 | 2002–2003 |
| Renault Ares 600 | Renault Ares 610 | Sechszylindermotor | 74 (100)                 | 6.788                      | 16- oder 32-Gang-Getriebe                    | 1996–2001 |
| Renault Ares 600 | Renault Ares 620 | Sechszylindermotor | 81 (110)                 | 6.788                      | 32-Gang-Getriebe                             | 1996–2001 |
| Renault Ares 600 | Renault Ares 630 | Sechszylindermotor | 88 (120)                 | 6.788                      | Turbolader, 32-Gang-Getriebe                 | 1996–2001 |
| Renault Ares 600 | Renault Ares 640 | Sechszylindermotor | 96 (130)                 | 6.788                      | Turbolader, 32-Gang-Getriebe                 | 1997–2001 |
| Renault Ares 600 | Renault Ares 616 | Sechszylindermotor | 81 (110)                 | 6.788                      | 32-Gang-Getriebe                             | 2000–2003 |
| Renault Ares 600 | Renault Ares 626 | Sechszylindermotor | 88 (120)                 | 6.788                      | Turbolader, 32-Gang-Getriebe                 | 2000–2003 |
| Renault Ares 600 | Renault Ares 636 | Sechszylindermotor | 96 (130)                 | 6.788                      | Turbolader, Ladeluftkühler, 32-Gang-Getriebe | 2000–2003 |
| Renault Ares 600 | Renault Ares 696 | Sechszylindermotor | 103 (140)                | 6.788                      | Turbolader, Ladeluftkühler, 32-Gang-Getriebe | 2000–2003 |
| Renault Ares 700 | Renault Ares 710 | Sechszylindermotor | 107 (145)                | 6.788                      | Turbolader, 32-Gang-Getriebe                 | 1996–2000 |
| Renault Ares 700 | Renault Ares 720 | Sechszylindermotor | 121 (165)                | 6.788                      | Turbolader, 32-Gang-Getriebe                 | 1996–1999 |
| Renault Ares 700 | Renault Ares 715 | Sechszylindermotor | 107 (145)                | 6.788                      | Turbolader, 32-Gang-Getriebe                 | 2000–2002 |
| Renault Ares 700 | Renault Ares 725 | Sechszylindermotor | 129 (175)                | 6.788                      | Turbolader, Ladeluftkühler, 32-Gang-Getriebe | 1998–2002 |
| Renault Ares 700 | Renault Ares 735 | Sechszylindermotor | 143 (194)                | 6.788                      | Turbolader, Ladeluftkühler, 32-Gang-Getriebe | 1998–2002 |
| Renault Ares 800 | Renault Ares 815 | Sechszylindermotor | 110 (150)                | 6.788                      | Turbolader, 16-Gang-Getriebe                 | 2000–2002 |
| Renault Ares 800 | Renault Ares 825 | Sechszylindermotor | 129 (175)                | 6.788                      | Turbolader, 16-Gang-Getriebe                 | 2000–2002 |
| Renault Ares 800 | Renault Ares 816 | Sechszylindermotor | 115 (156)                | 6.788                      | Turbolader, 32-Gang-Getriebe                 | 2002–2003 |
| Renault Ares 800 | Renault Ares 826 | Sechszylindermotor | 129 (175)                | 6.788                      | Turbolader, Ladeluftkühler, 32-Gang-Getriebe | 2002–2003 |
| Renault Ares 800 | Renault Ares 836 | Sechszylindermotor | 143 (194)                | 6.788                      | Turbolader, Ladeluftkühler, 32-Gang-Getriebe | 2002–2003 |